# Trumpetfisk
Trumpetfisk (Aulostomus maculatus) är en fiskart som beskrevs av Valenciennes, 1841. Trumpetfisk ingår i släktet Aulostomus och familjen Aulostomidae. Inga underarter finns listade i Catalogue of Life.